# Renaissance des dinosaures

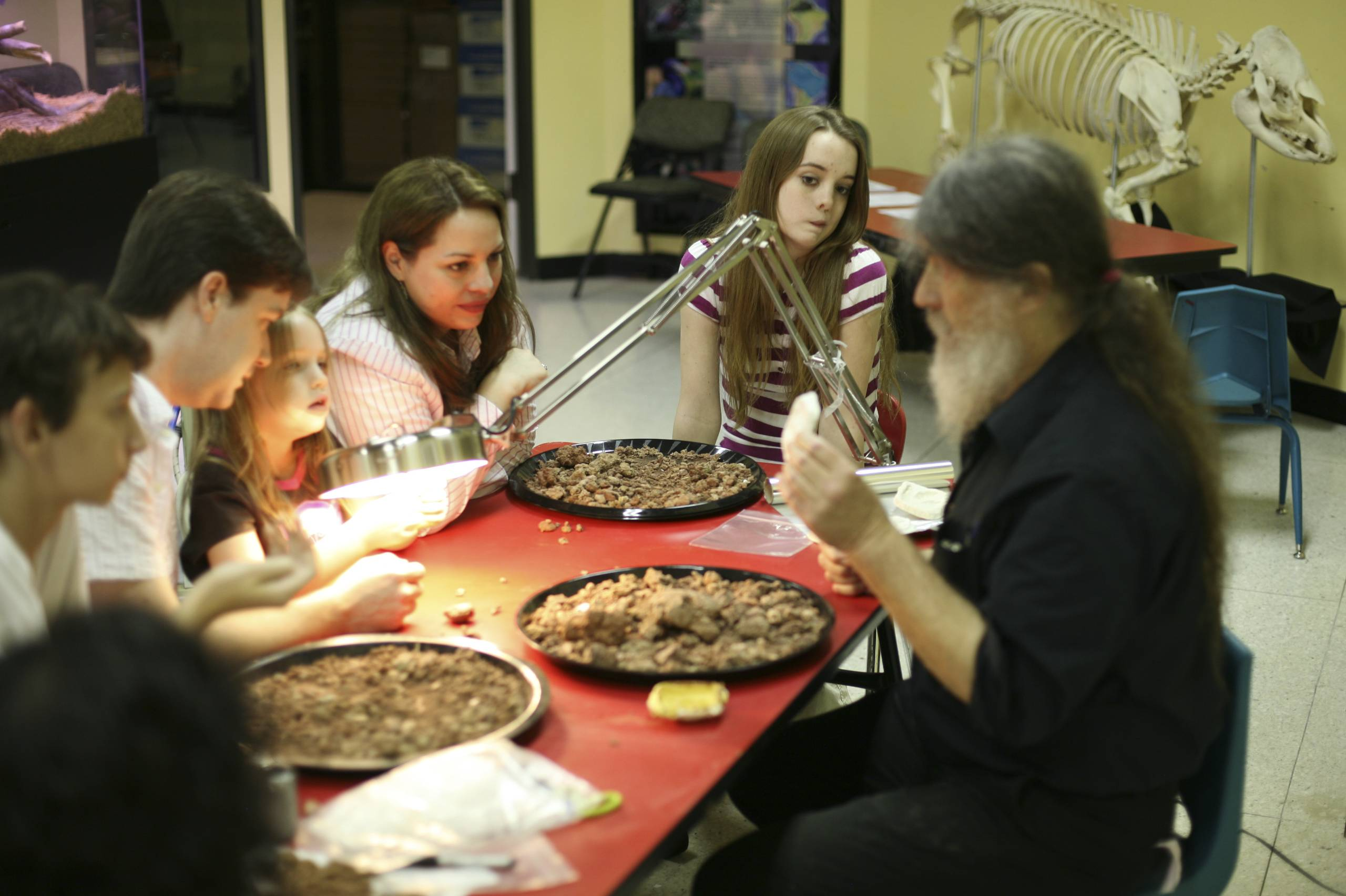
Robert Bakker (à droite) enseignant au Houston Museum of Natural Science

La renaissance des dinosaures est le nom donné à une révolution scientifique à petite échelle qui débuta à la fin des années  1960 et renouvela l'intérêt des spécialistes et du grand public pour les dinosaures. Elle fut déclenchée par de nouvelles recherches et découvertes indiquant que les dinosaures auraient pu être des animaux agiles et à sang chaud, plutôt que les reptiles lents et à sang froid qu'on avait dépeints durant la première moitié du XXe siècle.
Cette nouvelle vision fut mise en avant par John Ostrom, qui affirmait que les oiseaux avaient évolué à partir des dinosaures cœlurosauriens et surtout par  Robert Bakker,  qui défendit passionnément l'idée que  les dinosaures étaient homéothermes, comme les mammifères modernes et les oiseaux. Bakker décrivait souvent ses idées comme la renaissance de celles de la fin du XIXe siècle et considérait la période de l'entre-deux-guerres comme une phase de  « marasme des dinosaures ».
La renaissance des dinosaures conduisit à de profonds changements d'idées concernant presque tous les aspects de leur biologie, en particulier leur physiologie, leur évolution, leur comportement, leur écologie et leur  extinction finale. Elle provoqua aussi l'apparition de nombreuses et nouvelles représentations dans la culture populaire.

## Les dinosaures et l'origine des oiseaux
Dans la seconde moitié du XIXe siècle, de nombreux naturalistes pensaient qu'il y avait une relation entre les dinosaures et les oiseaux et que les dinosaures représentaient une étape intermédiaire de l'évolution entre reptiles et oiseaux.
Peu de temps après la publication par Darwin de  l'Origine des espèces en 1859, Thomas Henry Huxley, biologiste britannique et défenseur de la théorie de l'évolution, suggéra que les oiseaux étaient les descendants des  dinosaures. Il s'appuyait sur des similitudes des squelettes entre les dinosaures, le  « premier oiseau » (Archaeopteryx), et les oiseaux modernes,.

Les ressemblances entre les mains de Deinonychus (à gauche) et de Archaeopteryx (à droite) amenèrent John Ostrom à raviver le lien entre oiseaux et dinosaures.

Cependant, en 1926, Gerhard Heilmann écrivit The Origin of Birds (l'Origine des oiseaux), livre qui devait avoir une grande influence et dans lequel il rejetait l'idée d'un lien dinosaures-oiseaux, en s'appuyant sur l'absence supposée de furcula (os formé par les clavicules soudées) chez les dinosaures. À partir de ce moment, on admit que les oiseaux avaient dû évoluer à partir d'ancêtres crocodylomorphes et thécodontes, plutôt qu'à partir des dinosaures. Cela priva les dinosaures de leur place centrale dans l'origine des espèces actuelles et peut avoir contribué au déclin de l'intérêt universitaire pour leur évolution.
Cette situation resta inchangée jusqu'en 1964, lorsque John Ostrom découvrit un petit dinosaure carnivore qu'il appela Deinonychus antirrhopus, un théropode dont le squelette ressemblait de façon frappante à celui des oiseaux. Ostrom en conclut que Huxley avait eu raison, et que les oiseaux descendaient en effet des dinosaures. Bien que ce soit Deinonychus qui ait amené Ostrom à faire le lien entre oiseaux et  dinosaures, des dinosaures tout aussi semblables aux oiseaux, comme Velociraptor, étaient connus depuis plusieurs décennies, mais personne ne semblait avoir fait le rapprochement. Après les découvertes d'Ostrom, cette idée gagna en force auprès des paléontologues et est aujourd'hui presque universellement acceptée. Des méthodes plus récentes telles que la cladistique et la découverte de plusieurs dinosaures à plumes ont permis de confirmer le lien.
Cette relation entre les dinosaures et les oiseaux a provoqué un intérêt considérable pour la  phylogénie des dinosaures (particulièrement pour celle des théropodes), laquelle est à présent beaucoup mieux comprise.

## Origine monophylétique
Initialement, les dinosaures étaient considérés comme un groupe monophylétique formé d'animaux ayant un ancêtre commun non partagé par d'autres reptiles. Cependant, Harry Seeley refusa cette interprétation et sépara les  Dinosauria en deux ordres, les Saurischia (« aux hanches de lézard ») et les Ornithischia (« aux hanches d'oiseau »), qu'il voyait comme appartenant aux Archosauria, sans relation particulière entre eux,. Ainsi, les Dinosauria n'étaient plus vus comme un groupe, et « dinosaure » n'était plus qu'un terme populaire, sans signification savante. Cela devint l'interprétation standard durant la majeure partie du XXe siècle.
En 1974,  Bakker et Peter Galton publièrent un article dans Nature, soutenant que non seulement les dinosaures formaient un groupe monophylétique, mais qu'ils devaient être élevés au rang d'une nouvelle classe, laquelle comprendrait aussi les oiseaux. Bien qu'initialement l'idée de la monophylie des dinosaures ait suscité des controverses, elle finit par être acceptée et depuis l'apparition de la méthodologie cladistique, elle est désormais presque universellement soutenue. L'élévation des Dinosauria au rang de  classe a rencontré moins d'adhésion, peut-être à cause de  l'utilisation de plus en plus courante par les paléontologues spécialistes des vertébrés de la classification phylogénétique, dans laquelle les rangs sont complètement abandonnés.

## Homéothermie et activité

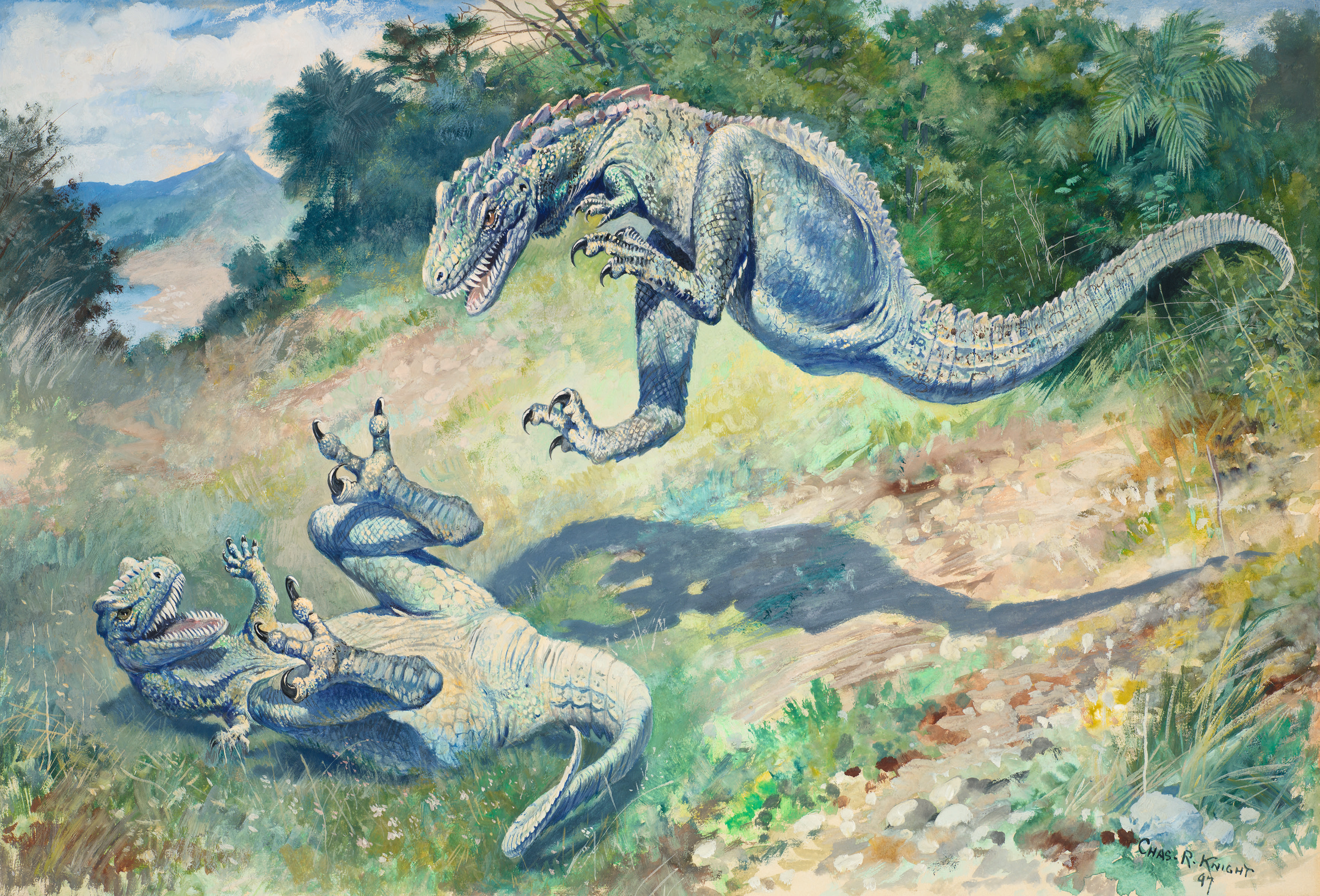
Tableau représentant des "Laelaps" (appelés à présent Dryptosaurus), réalisé en 1897 par Charles R. Knight. Bakker utilisa ces reconstitutions pour démontrer qu'au XIXe siècle, il était largement admis que les dinosaures pouvaient être actifs et agiles.

Au cours des années 1970 et 80, dans une succession d'articles scientifiques, de livres et d'articles de vulgarisation, commençant avec son article de 1968,The superiority of dinosaurs, Robert Bakker défendit inlassablement l'idée que les dinosaures étaient des animaux à sang chaud, capables de périodes d'activité intense et soutenue. Dans la plupart de ses écrits,  Bakker formulait ses arguments comme provenant de nouvelles données, amenant à la réapparition d'idées populaires à la fin du XIXe siècle et il se référait fréquemment à une renaissance des dinosaures en cours. Il utilisait une grande variété d'arguments anatomiques et statistiques pour défendre sa cause,, arguments dont la valeur méthodologique fut violemment débattue dans les milieux scientifiques.
Ces débats suscitèrent de l'intérêt pour de nouvelles méthodes destinées à déterminer la biologie d'animaux éteints, telles que l'histologie osseuse, méthodes qui furent employées avec succès, par exemple, pour déterminer la vitesse de croissance de nombreux dinosaures.
De nos jours, on pense généralement que de nombreux dinosaures, si ce n'est tous, avaient des métabolismes plus élevés que ceux des reptiles modernes, mais que la situation est plus variée et complexe que ce que Bakker a proposé initialement. Par exemple, alors que les plus petits dinosaures peuvent avoir été de vrais endothermes, les plus grands auraient pu être des  gigantothermes, c'est-à-dire qu'ils auraient contrôlé leur température par leur seule masse, et beaucoup de dinosaures avaient peut-être des métabolismes intermédiaires.

## Nouvelles théories comportementales
À partir de la fin des années 60 apparurent plusieurs théories nouvelles sur le comportement des dinosaures,  envisageant souvent des comportements sociaux complexes. 
Analysant les  pistes fossiles des dinosaures, Bakker affirma que les  sauropodes se déplaçaient en troupeaux organisés, les adultes entourant les jeunes dans un cercle  de protection. Cependant, cette interprétation fut rapidement contestée par  Ostrom et d'autres, quoique le vénérable spécialiste des traces de dinosaures,  Roland T. Bird, semble avoir été d'accord avec  Bakker.
La première étude rigoureuse du comportement de nidification des dinosaures fut faite à la fin des années 70, lorsque le paléontologue Jack Horner montra que le dinosaure à bec de canard, Maiasaura, prenait soin  de sa progéniture.

## Nouvelles représentations des dinosaures
La renaissance des dinosaures ne changea pas seulement les idées scientifiques à leur sujet, mais aussi leurs représentations par les artistes. Bakker, lui-même un dessinateur talentueux, illustra souvent ses idées de manière saisissante. En fait,  l'illustration par Bakker de Deinonychus, accompagnant la description d'Ostrom en 1969, fut l'une des  reconstitutions les plus représentatives et les plus connues de l'aspect de ces dinosaures en son temps. Cette représentation est néanmoins désormais obsolète par beaucoup d'aspects : le pubis est trop court et ce dinosaure avait des plumes.
Durant les années 80, les représentations des dinosaures ressemblent moins à des lézards et prennent des aspects plus  aviens. Les artistes commencent à montrer les dinosaures dans des attitudes plus actives, tenant compte des nouvelles théories sur la locomotion et le comportement.
Outre Bakker, les artistes les plus marquants de cette « nouvelle vague » furent Mark Hallett, Gregory S. Paul, Doug Henderson et John Gurche.
Gregory S. Paul, paléontologue et illustrateur, défendit et développa les idées de Bakker sur l'anatomie des dinosaures. Il exposa une méthode rigoureuse et détaillée de reconstitution des dinosaures, dans laquelle il critiquait souvent les erreurs de l'approche traditionnelle. Il produisit aussi un grand nombre de reconstitutions de petits dinosaures couverts de plumes et défendit cette idée dans de nombreux articles et dans son livre Predatory Dinosaurs of the World. Cette vision fut largement confirmée dans les années 90 par la découverte en Chine de plusieurs dinosaures à plumes. Le style et les idées de Paul eurent un impact  significatif sur les représentations artistiques des dinosaures.

## Nouvelles théories sur l'extinction: l'impact du météore
Un autre facteur ayant renouvelé l'intérêt pour les dinosaures fut l'acceptation et la popularisation de l'idée, d'abord suggérée par Eugene Merle Shoemaker, que la Terre et les autres planètes du système solaire sont sans cesse bombardées par des météorites. Cela amena à la théorie du physicien Luis Walter Alvarez et de son fils le géologue Walter Alvarez selon laquelle l'extinction Crétacé-Tertiaire, qui avait donné lieu à la disparition des dinosaures il y a 66 millions d'années, avait été causée par un impact cosmique, probablement celui ayant formé le cratère de Chicxulub. En 1994, quand la comète Shoemaker-Levy 9 entra en collision avec Jupiter, des millions de spectateurs suivirent l'évènement en direct à la télévision ; les commentateurs ne manquèrent pas alors de rappeler cette théorie de l'extinction.

## Impact culturel
La version cinématographique de 1993 de Jurassic Park (tirée du roman du même titre de Michael Crichton) fut peut-être l'évènement le plus significatif amenant le grand public à prendre conscience des théories de la renaissance des dinosaures. Pour la première fois dans un film, les dinosaures étaient représentés comme des animaux à sang chaud, intelligents et agiles, plutôt que les monstres maladroits qui étaient montrés jusque-là. Jack Horner était conseiller technique et les œuvres de Gregory Paul, Mark Hallett, Doug Henderson et John Gurche furent utilisées pour la pré-production. Bien que les dinosaures finalement montrés dans les films souffrent d'inexactitudes anatomiques diverses, ces quatre artistes apparaissent au générique en tant que « spécialistes des dinosaures ». Bakker lui-même ne fut pas consulté (et ne figure pas au générique) mais l'un des personnages du film fait référence à ses recherches et un savant ressemblant à Bakker apparait dans la suite Le Monde perdu : Jurassic Park.